# Oprișor
Oprișor – wieś w Rumunii, w okręgu Mehedinți, w gminie Oprișor. W 2011 roku liczyła 1880 mieszkańców.